# エイジ オブ エンパイア シリーズ

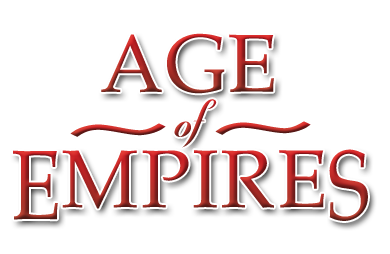
エイジ オブ エンパイアのロゴ

エイジ オブ エンパイア シリーズ（Age of Empires - ）は、アンサンブルスタジオによって開発され、マイクロソフトによって販売されているリアルタイムストラテジーゲームのシリーズ。

## シリーズ一覧

### エイジ オブ エンパイア
拡張版：ライズ オブ ローマ（原題：Rise of Rome）
1997年10月26日リリース。エイジ オブ エンパイアは、歴史に忠実なユニットや設定を使用したこの種のジャンルでは最初期のゲームである。ゲームは石器時代から鉄器時代までを扱う。それぞれ独自の特色をもつ12の古代文明をプレイできる。拡張版は1998年10月31日にリリースされ、さらに4つの文明が追加された。

### エイジ オブ エンパイアII：エイジ オブ キング
拡張版：覇者たちの光陰（原題：The Conquerors）
拡張版（Steam版のみ）：The Forgotten
拡張版（Steam版のみ）：The African Kingdoms
拡張版（Steam版のみ）：Rise of the Rajas
1999年9月30日リリース。壁に取り付けることのできる門や、三すくみの戦闘システム（槍兵が騎兵に強く、騎兵が弓兵に強く、弓兵が槍兵に強い、など）をはじめとした新要素が導入された。暗黒時代からルネサンス時代までを扱い、13の文明が登場する。
2000年8月24日にリリースされた拡張版では新キャンペーンとしてスペインのメキシコ侵略が扱われたり、「本能寺」が登場、5つ（アステカ・フン・スペイン・朝鮮・マヤ）の新たな文明が登場する。ゲームエンジンは一作目と同じであるが、建物やユニットなどのグラフィックに、より大きくて詳細なスプライトが使用されている。
2013年4月10日には、HD Editionと称してWindows 7以降のOSのサポートや高解像度への対応等を含むリマスター版がSteam上で発売開始となった。その後同年10月にThe Forgotten、2015年11月にはThe African Kingdomsと、新文明や新機能等を含む拡張版もHD版向けにリリースされている。HD版の最後の拡張版はRise of the Rajasである、先のように新文明やマップを含ました。
このゲームはニンテンドーDS、PlayStation 2（移植はコナミ）、および携帯版のバージョンもリリースされた。

### エイジ オブ ミソロジー
拡張版：アトランティスの巨神たち（原題：The Titans）
2002年11月1日リリース。正式なエイジ オブ エンパイア シリーズの作品ではないが、シリーズの番外編のようなものと考えられている。タイトルが示すように、他のシリーズのように歴史を扱うのではなく神話を基にしている。ギリシャ、エジプト、北欧という大きく分けて3つの文明圏が登場する。2003年9月30日、拡張パック『アトランティスの巨神たち』がリリースされ、新たな文明圏としてアトランティスが追加された。

### エイジ オブ エンパイアIII
拡張版：ザ ウォーチーフ（原題：The War Chiefs）
拡張版：アジアの覇王（原題：The Asian Dynasties）
2005年10月18日リリース。ヨーロッパ各国によるアメリカの植民地化をモチーフとし、コロンブスによるアメリカ大陸の発見から産業革命時代の始まりまでを扱う。8つのヨーロッパ文明が登場し、プレイヤー文明としては選択できないが同盟を組むことのできる12のアメリカ原住民文明が登場する。シリーズで初めて、（エイジ オブ ミソロジーに次いで）3Dグラフィックスが採用された。また、Havokエンジンを使用した物理シミュレーションが採用された。拡張版『ザ ウォーチーフ』は2006年10月17日に発売され、プレイ可能な3つの原住民文明が登場する。

### エイジ オブ エンパイア オンライン
2011年8月16日リリース。アンサンブルの元開発者の新しいスタジオRobot EntertianmentはMMORTSゲームを作った。リリースの後でGas Powered Gamesは開発を続いた。

### エイジ オブ エンパイアIV
2017年8月21日に発表された。本シリーズにおいて12年ぶりのナンバリング作品となる。当時開発元はRelic Entertainmenと発表されていたが、2019年11月14日に新スタジオWorld's Edgeへと変更になったことが発表された。
2021年10月29日、Steamにて販売。

## 関連作品
- Halo Wars - アンサンブルスタジオの遺作。実質上本シリーズの直系子孫である。